# 米子工業高等專門學校
 米子工業高等專門學校（National Institute of Technology, Yonago College），日本國立高等專門學校之一。

## 簡介
一所位於鳥取縣的日本國立高等專門學校。簡稱米子高專，創設於1964年。學校現設有5個學科，分別為機械工學科、物質工學科、電氣情報工學科、電子制御工學科、建築工學科

## 教育組織

### 本科（副學士課程）
- 機械工學科
- 物質工學科
- 電氣情報工學科
- 電子制御工學科
- 建築工學科

### 專攻科（學士課程）
- 生産系統工學專攻
- 物質工學專攻
- 建築学專攻[2]

## 設施
- 製造中心（培訓工廠）
- 低年級教學樓（新教學樓）
- 建築教研室

## 外部連結
- 米子工業高等專門學校 （页面存档备份，存于）